# Sinead Kerr
Pour les articles homonymes, voir Kerr.
Sinead Kerr (née le 30 août 1978 à Dundee en Écosse), est une patineuse artistique britannique de danse sur glace. Après avoir eu comme partenaire Jamie Ferguson, elle patine depuis 2000 avec son frère John Kerr.
Ils sont septuples champions de Grande-Bretagne et ont obtenu deux médailles de bronze européennes (2009 et 2011).

## Biographie

### Carrière sportive
Sinead Kerr a commencé le patinage artistique à l'âge de neuf ans. Plus tard, elle s'est orientée vers la danse sur glace et a eu un premier partenaire, Jamie Ferguson, avec qui elle a participé plusieurs fois aux championnats britanniques. Depuis 2000, elle patine et danse avec son frère John Kerr qui a deux ans de moins qu'elle.
Entraînés d'abord par  Joan Slater, ils travaillent depuis 2006 avec le russe Ievgueni Platov. Ils vivent entre Édimbourg en Écosse et Little Falls dans le New Jersey.
Depuis 2000, Sinead Kerr et son frère ont été sept fois champions de Grande-Bretagne de danse sur glace (de 2004 à 2010), médaillés de bronze aux championnats d'Europe de 2009 à Helsinki et aux championnats d'Europe de 2011 à Berne.
Aux championnats du monde de 2010 à Turin, ils obtiennent leur meilleure performance mondiale en se classant 5e.
Ils ont représenté leur pays à deux reprises aux Jeux olympiques d'hiver. D'abord aux Jeux de 2006 à Turin où ils ont pris la 10e place, puis aux Jeux de 2010 à Vancouver où ils se sont classés 8e.
Ils annoncent le 4 avril 2011 sur leur site officiel, leur retrait des compétitions amateurs.

### Reconversion
Ils ont décidé de poursuivre une carrière professionnelle dans des spectacles.

## Palmarès
Avec 2 partenaires:
- Jamie Ferguson (3 saisons : 1997-2000)
- John Kerr (11 saisons : 2000-2011)

| Compétition/Saison              | 1998    | 1999    | 2000    |  | 2001    | 2002    | 2003    | 2004    | 2005    | 2006    | 2007    | 2008    | 2009    | 2010    | 2011    |
| Jeux olympiques d'hiver         |         |         |         |  |         |         |         |         |         | 10e     |         |         |         | 8e      |         |
| Championnats du monde           |         |         |         |  |         |         |         | 14e     | 12e     | 11e     | 11e     | 8e      | 7e      | 5e      | F       |
| Championnats d'Europe           |         |         |         |  |         |         |         | 10e     | 8e      | 8e      | 5e      | 6e      | 3e      | 5e      | 3e      |
| Championnats de Grande-Bretagne | 3e      | 2e      | 3e      |  | 2e      | 3e      | 2e      | 1er     | 1er     | 1er     | 1er     | 1er     | 1er     | 1er     | F       |
|                                 |         |         |         |  |         |         |         |         |         |         |         |         |         |         |         |
| Grand Prix ISU                  | 1997/98 | 1998/99 | 1999/00 |  | 2000/01 | 2001/02 | 2002/03 | 2003/04 | 2004/05 | 2005/06 | 2006/07 | 2007/08 | 2008/09 | 2009/10 | 2010/11 |
| Finale du Grand Prix ISU        |         |         |         |  |         |         |         |         |         |         |         |         |         | 4e      |         |
| Skate America                   |         |         |         |  |         |         |         |         | 5e      |         | 5e      |         | 3e      |         |         |
| Skate Canada                    |         |         |         |  |         |         |         |         |         | 7e      |         |         |         |         | 2e      |
| Coupe de Chine                  |         |         |         |  |         |         |         |         |         |         |         | 5e      |         |         |         |
| Trophée de France               |         |         |         |  |         |         |         |         |         |         |         |         | 3e      | 3e      |         |
| Coupe de Russie                 |         |         |         |  |         |         |         | 9e      | 5e      |         | 4e      |         |         |         | F       |
| Trophée NHK                     |         |         |         |  |         |         |         |         |         |         |         | 4e      |         | 2e      |         |
| Légende : F = Forfait           |         |         |         |  |         |         |         |         |         |         |         |         |         |         |         |

## Musiques
- Saison 2008-2009 :

Danse originale : The Boogie Bumper du groupe Big Bad Voodoo Daddy
Programme libre : Ruled by Secrecy de l'album Absolution du groupe Muse
Exhibitions : Auld Lang Syne et autres chansons folkloriques écossaises
- Saison 2009-2010 :

Danse originale : I've Been Everywhere de Johnny Cash
Programme libre : Krwlng de Linkin Park
Exhibitions : Exogenesis du groupe Muse
- Saison 2010-2011 :

Danse courte : At Last de Etta James et Shut Up and Let Me Go du groupe The Ting Tings
Programme libre : Exogenesis du groupe Muse

## Galerie d'images du couple

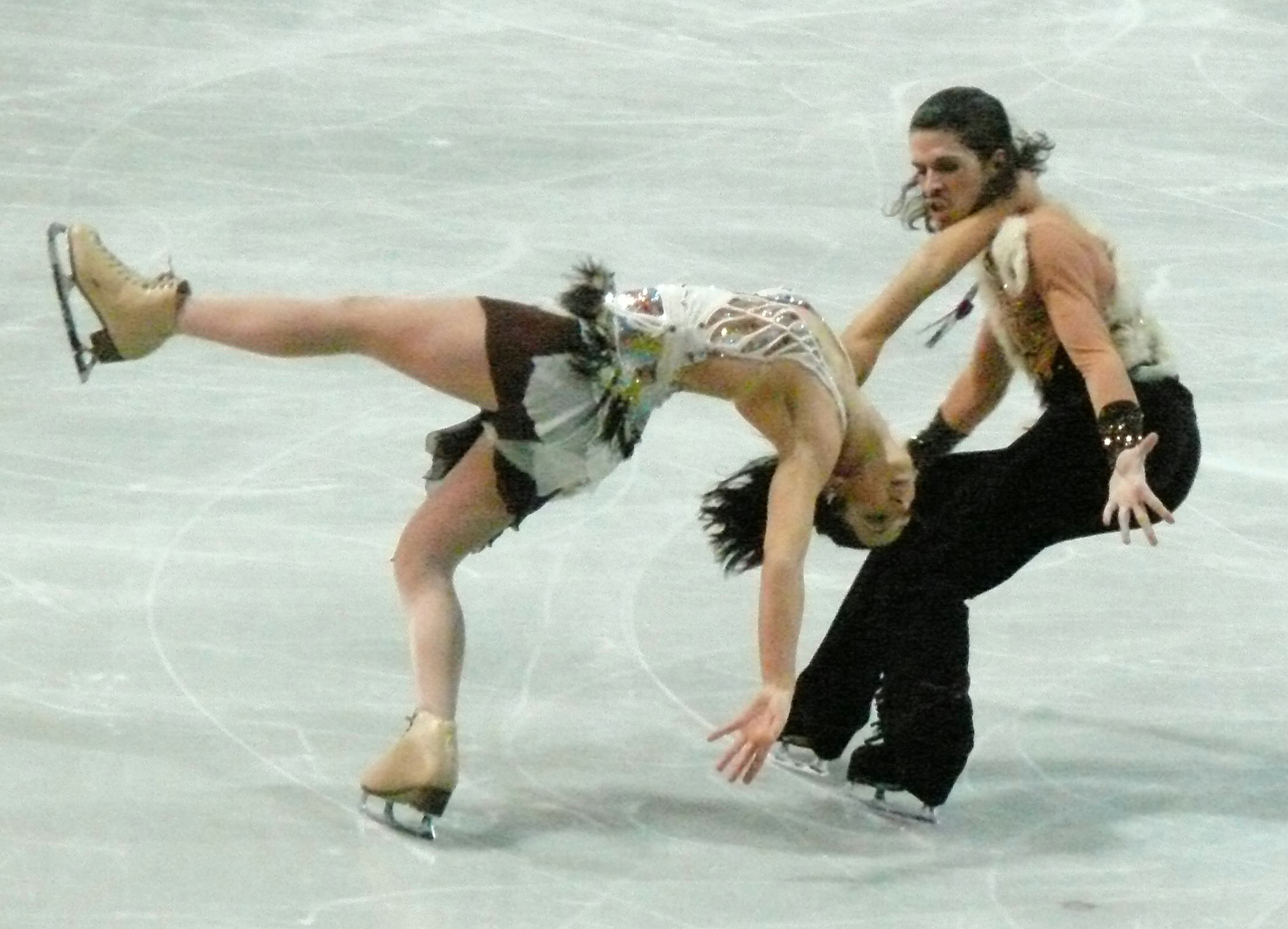
Championnats d'Europe 2007 à Varsovie (programme libre)
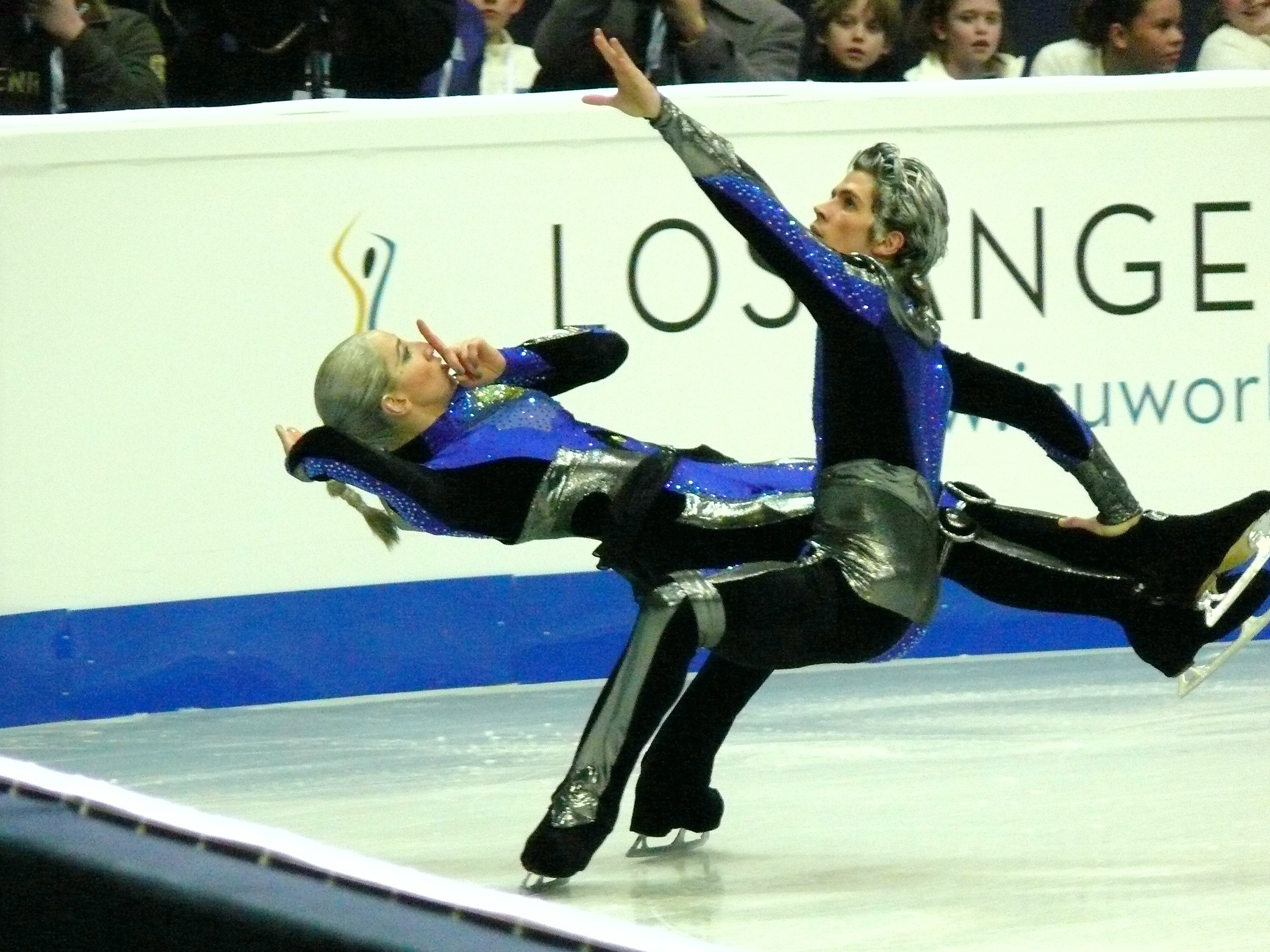
Championnats du monde 2008 à Göteborg (programme libre)
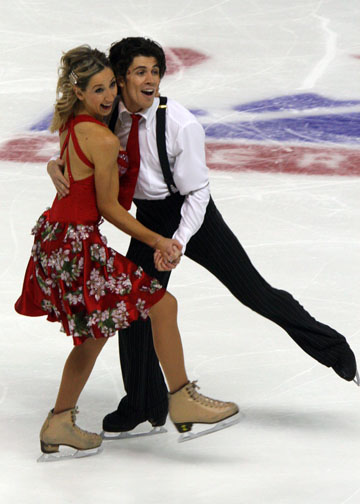
Skate America 2008 (danse originale)
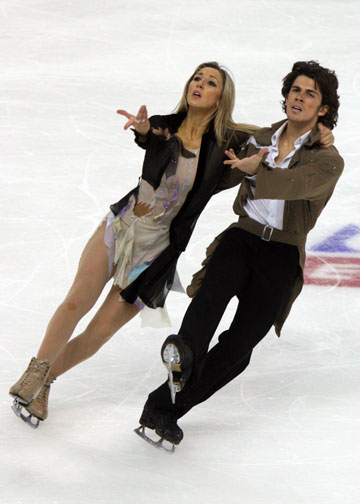
Skate America 2008 (programme libre)
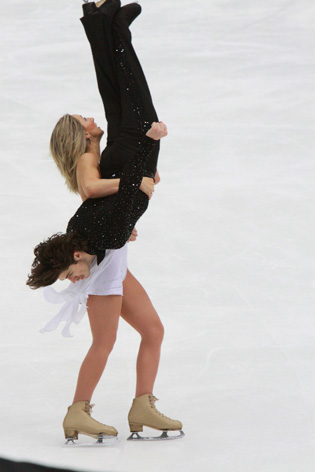
Trophée NHK 2009 (programme libre)
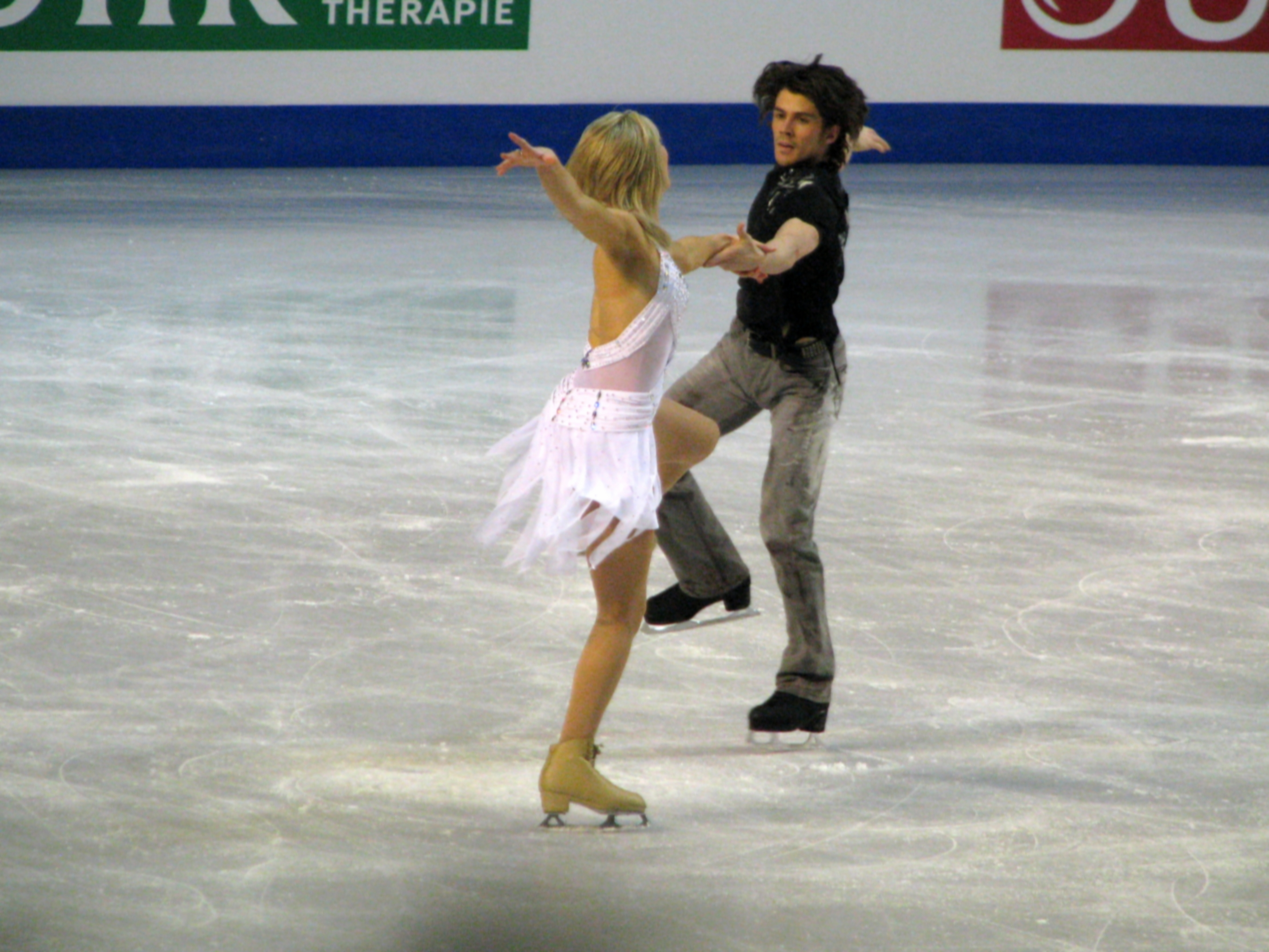
Championnats d'Europe 2010 à Tallinn (programme libre)

## Galerie d'images de podiums

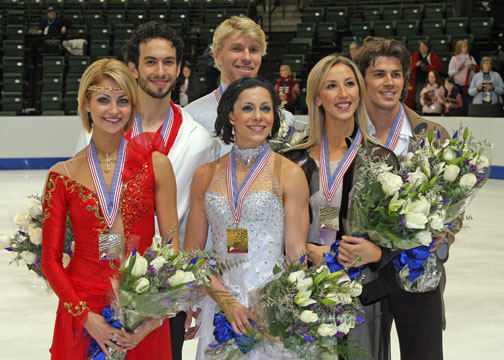
Sur le podium du Skate America 2008 avec Isabelle Delobel & Olivier Schoenfelder et Tanith Belbin & Benjamin Agosto
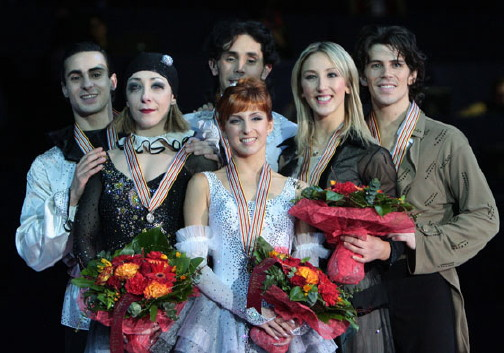
Sur le podium des Championnats d'Europe 2009 à Helsinki avec Jana Khokhlova & Sergey Novitski et Federica Faiella et Massimo Scali
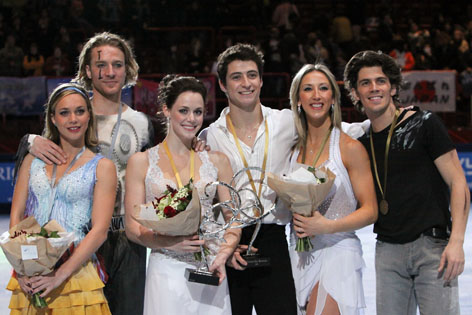
Sur le podium du Trophée Éric Bompard 2009 avec Tessa Virtue & Scott Moir et Nathalie Péchalat & Fabian Bourzat
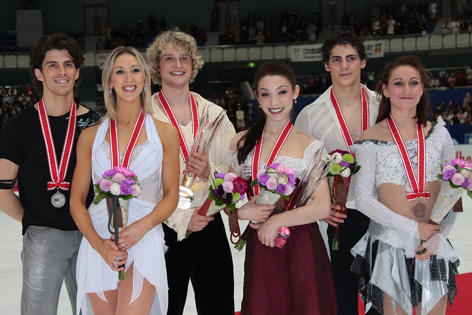
Sur le podium du Trophée NHK 2009 avec Meryl Davis & Charlie White et Vanessa Crone & Paul Poirier